# Осен, Ивар Андреас
И́вар Андре́ас О́сен (норв. Ivar Andreas Aasen, редко встречается устаревшая передача Аасен; 5 августа 1813, Эрста, Датско-норвежское государство — 23 сентября 1896, Кристиания, Объединённые королевства Швеция и Норвегия) — норвежский филолог, лексикограф и поэт. Вошёл в историю как создатель новонорвежского языка. Среди известных стихотворений — «Норвежец» (нюнорск Nordmannen).

## Биография
Ивар Осен родился на хуторе Осен возле Ховдебюгды в регионе Суннмёре на западе Норвегии (сегодня фюльке Мёре-ог-Ромсдал). Он был сыном мелкого крестьянина Ивара Йонссона. Хутор Осен находился вдалеке от других поселений, и в детстве у Ивара не было товарищей по играм, так что мальчик много читал, в том числе Библию. Отец Ивара умер в 1826 году. В семье было восемь детей, но оба родителя рано умерли, и главой семьи стал старший брат. Тот заставлял Ивара работать в поле и не разрешал ему следовать своим наклонностям, однако сохранилась запись в приходской книге о том, что Ивар прекрасно зарекомендовал себя при подготовке к конфирмации.
В 1831 году он начал работать учителем в разных сельских школах, и в конце концов стал гувернёром в доме приходского священника Ханса-Конрада Туресена. Тогда же Ивар начал изучение местной флоры и диалекта Суннмёре. Осен отправился со своими работами в Берген, и тамошний епископ Якоб Нойманн остался настолько доволен результатами его диалектологической работы, что они были опубликованы в двух номерах епархиального журнала «Bergens Stiftstidende» за 1841 год.

### Диалектологические исследования
После публикации этих статей и благодаря поддержке Нойманна Осен получил стипендию от Норвежского королевского научного общества в Тронхейме для изучения норвежских диалектов. Осен совершил свои экспедиции в 1843—1847 годах, записывая различные слова, выражения и грамматические формы. В его записях встречаются также и пословицы, но Осен не занимался целенаправленным сбором фольклора; не был он и социологом. В первую очередь Осена интересовали диалекты Вестланна (Западной Норвегии), где, как он полагал, встречались наилучшие (то есть наименее затронутые влиянием датского языка) диалекты, однако в конечном счёте он посетил большую часть страны. За четыре года Осен проехал более 4000 км, добравшись на севере до Хельгеланна.
После истечения стипендии в 1847 году Осен поселился в Христиании, где и прожил остаток жизни. При этом он регулярно отправлялся в экспедиции, обычно летом, в течение ещё 20 лет. Всего он посетил более половины всех муниципалитетов Норвегии в границах 1895 года.

### Поздние годы

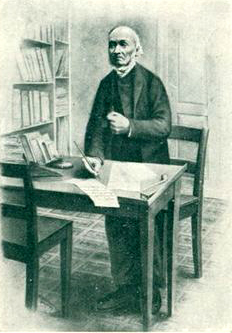
Ивар Осен в 1891 году

Пройдя путь от крестьянского сына до получателя государственной стипендии, Осен отказался от предложенного ему профессорского поста и продолжил свои путешествия, несмотря на все трудности, с которыми они были тогда связаны, и на сопротивление, которое ему было оказано. При этом в его жизни не происходило действительно значительных внешних событий.
О личной жизни Осена известно мало, в частности из-за небольшого числа источников. У него было немного друзей, обычно он сидел дома и работал. Осен получал неплохой доход, но тратил немного и всю жизнь провёл очень скромно. С 1830 года Осен вёл дневник, однако он состоит главным образом из заметок о погоде, о его болезнях, записок о встречах и прочитанных книгах, а также кратких изложений виденных им спектаклей.
Ивар Осен не оставил и значительного эпистолярного наследия: большинство его писем были ответами на чужие вопросы. Своему другу Морицу Орфлуту он писал одно письмо в год, а брату Йуну — раз в три года. Он также почти не переписывался с деятелями набиравшего силу движения за распространение созданного им лансмола — Хенрик Крун получил от него одно письмо, Георг Григ — лишь несколько, а Ян Прал — ни одного.
В дневнике и письмах Осен лишь изредка сбивался на «свой» язык, лансмол, сохранилось несколько писем на этом языке, но обычно он писал на более привычном датском. Дневники и письма Осена были изданы в 1957—1960 годах.
Помимо лингвистических работ Осен выпустил ещё несколько книг, в частности, «Малую хрестоматию по древненорвежскому языку» (En liden Læsebog i Gammel Norsk, 1854), оперетту «Наследник» (Ervingen, 1855), «Норвежские пословицы» (Norske Ordsprog, 1856, второе издание 1881) и сборник стихов «Symra» (1863, второе издание 1875). Самым длинным из связных текстов Осена на лансмоле была книга (96 страниц) «Осмотр нового дома: краткий обзор творения и человека для юношества» (Heimsyn: ei snøgg Umsjaaing yver Skapningen og Menneskja: tilmaatad fyre Ungdomen, 1875). Эта книга никогда не пользовалась большой популярностью, в то время как несколько песен из «Наследника» и «Symra» стали очень популярны.
Ивар Осен очень критически относился к своим произведениям: большинство из них существуют в двух версиях — первоначальной и лучше проработанной окончательной. Кроме того, Осен много писал «в стол» — как стихи, так и публицистические и научные статьи. Многое из его наследия было издано посмертно, кое-что до сих пор готовится к изданию.
Традиционные представления об Осене во многом окрашены информацией, которую можно извлечь из наиболее легкодоступных источников, относящихся к последним годам его жизни. В качестве характерного примера можно назвать биографию Андерса Ховдена «Ивар Осен в повседневной жизни» (Ivar Aasen i Kvardagslaget). Ховден, знавший Осена уже стариком, изображает его как больного одинокого человека, ходящего по дому в дырявых носках. Современный биограф Осена Стивен Уолтон полагает эту картину несправедливой и считает, что в более молодые годы Осен лучше следил за собой и вёл более активную социальную жизнь, однако те, кто знали его в 1840-е и 1850-е годы, не оставили об Осене воспоминаний. Существует всего несколько фотографий Осена. Изображений из времён его молодости не сохранилось: одна картина была создана, когда ему было более 50 лет, а остальные сделаны тогда, когда он уже был глубоким стариком.

## Создание лансмола
Качество лингвистических работ Осена можно считать крайне высоким, если учесть, что он не имел формального образования и не вращался в академических кругах, работая даже без секретаря. В 1850-е годы Осен работал очень быстро, выпуская по новой книге почти каждый год, притом что он успевал и печататься в газетах. В 1860-е годы работа несколько замедлилась: так, «Словарь норвежского народного языка» (1850) был подготовлен всего за год, а второе издание «Норвежского словаря» (1873) — за девять лет.
В 1848 году Осен издал книгу «Грамматика норвежского народного языка» (Det norske Folkesprogs Grammatikk). Через два года вышел «Словарь норвежского народного языка» (Ordbog over det norske Folkesprog), куда входило более 25 000 слов. П. А. Мунк назвал словарь «национальным шедевром». Первые тексты на лансмоле были изданы в книге «Образцы деревенского языка в Норвегии» (Prøver af Landsmaalet i Norge, 1853).

### Реакция в обществе

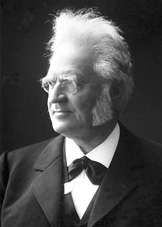
Бьёрнстьерне Бьёрнсон

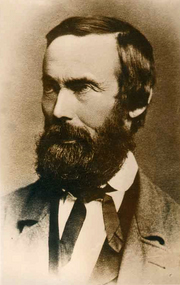
Осмунн Улафсон Винье

Вначале работу Осена в Норвегии восприняли с энтузиазмом: он получил пожизненную стипендию в размере профессорского жалованья, рецензенты вовсю хвалили его книги, а дела с продажами шли хорошо. Мунк и другие учёные поддерживали его проект, а Бьёрнстьерне Бьёрнсон даже попытался выучить новый язык, познакомившись с такими бергенцами, как Хенрик Крун. Первый эксперимент Осена по созданию новой письменной формы, «Разговор двух крестьян» (Samtale mellem to bønder, 1849) был напечатан в консервативной газете «Моргенбладет».
Первыми, кто попытался использовать новый письменный норвежский язык, были так называемые «бергенские языковеды» (в первую очередь Ян Прал, Георг Григ и Хенрик Крун), Эрик Соммер из Трёнделага, издавший в 1857 году брошюры «Сказочные песни» (Soge-Visor) и О. У. Винье.
Никто из них не рассматривал лансмол Осена как нечто большее, чем просто основу[прояснить]. В 1858 году тексты на лансмоле издали Осен, Винье и Прал. У каждого из них был, в сущности, свой язык, который был непонятен без хотя бы элементарных познаний в древнескандинавском.

### Языковая идеология Осена
Поскольку сам Осен так и не написал большой программной статьи, разные его высказывания использовались сторонниками разных точек зрения. Одни рассматривают его как представителя буржуазного национально-романтического движения, в то время как другие подчёркивают педагогический аспект его работы и видят в нём предшественника социалистов. Наиболее распространённым является мнение, что Осен в какой-то мере занимал обе позиции.
Для Осена наибольшую ценность и аутентичность имели архаичные языковые формы, однако некоторые публицисты из-за этого считали, что лансмол «отстаёт» в своём развитии и что на нём нельзя выразить современные мысли.
В 1858 году Осен перевёл для газеты «Друг народа» (Folkevennen) исландскую «Сагу о Фритьофе». Этот текст представляет собой наиболее яркий образец архаизирующих тенденций в языке Осена. Позже он несколько модернизировал норму, но его уже никогда не просили написать текст на лансмоле для издания с таким большим тиражом.
Одна из тем, к которым Осен постоянно возвращался, — «полнозвучие» норвежских диалектов, где в безударных позициях используются нередуцированные гласные по сравнению с датским «вечным e» (в датском языке все гласные в безударных суффиксах редуцировались до шва, которое на письме передаётся как e). Формы, которые использовал Осен, называются «i-формами», так как в определённой форме сильных (оканчивающихся на согласный) имён женского рода в единственном числе и в неопределённых формах множественного числа среднего рода использовался гласный i (sol-i 'солнце + определённый артикль', tre-i 'деревья'). В современном нюношке обычны «a-формы» (sola, trea), но формы с i до сих пор включаются в орфографические словари и были вполне обычны ещё в середине XX века. Осен также проводил различие между сильными (ei sol 'неопределённый артикль + солнце', soli 'солнце + определённый артикль', soler 'солнца', solerne 'солнца (определённая форма)') и слабыми формами (ei gjenta 'девочка', gjenta 'девочка (определённая форма)', gjentor 'девочки', gjentorne 'девочки (определённая форма)') в женском роде (встречаются иногда также solerna, gjentorna).
Формы именительного и винительного падежей совпали во всех диалектах, однако в некоторых сохранялся датив, и полная древнескандинавская форма датива множественного числа на -om (uppi dalom 'в долинах') вошла в норму и получила значительное распространение, особенно в стихах.
С другой стороны, почти никто не следовал за Осеном в различении мужского и женского рода в слабой форме прилагательного (den kaute guten 'гордый юноша', но den kauta gjenta 'гордая девушка').
В спряжении Осен последовательно различал единственное и множественное число глагола, хотя как раз во время жизни его поколения это различие выходило из употребления в датском языке. У Осена, таким образом, употребляются формы eg er 'аз есмь', но me ero 'мы есмы'; eg hev 'я имею', но me hava 'мы имеем'; так же и в прошедшем времени сильных глаголов: eg fekk 'я получил', eg gjekk 'я пошёл', но me fingo 'мы получили', me gingo 'мы пошли'. У Осена имеются также формы конъюнктива настоящего и прошедшего времени, но они не получили распространения.
Ивар Осен построил своеобразную иерархию диалектов по близости к древнескандинавскому состоянию. В предисловии к «Образцам деревенского языка» он объясняет, что лучшими являются диалекты районов Хардангер, Согн и Восс, в то время как «диалекты северных гор относятся к худшим и более повреждённым». Осен также не извлёк большой пользы из поездок в Северную Норвегию, так как морфология там «крайне бедна и проста». Не интересовали его и говоры Хедмарка, где произошла монофтонгизация древних дифтонгов.
Сегодня нюношк имеет наибольшее распространение как раз в тех районах, где распространены «одобренные» Осеном диалекты. Во времена Осена считалось, что в эпоху викингов в Норвегии был распространён единый национальный язык, однако сейчас лингвисты (М. Хэгстад, Д. А. Сейп) установили, что и тогда уже существовали диалектные различия и многие черты, которые Осен приписывал датскому влиянию и «загрязнению», являются собственно норвежскими.

### Развитие языка
Когда Ивар Осен начал свою работу по сбору норвежских диалектов, националистический романтизм в Норвегии достиг своего расцвета. Концепции Гердера, согласно которым каждый народ имел собственный «национальный дух» (нем. Volksgeist), находивший выражение в языке, литературе, искусстве и других элементах культуры, в 1840-е годы были популярны по всей Европе. В этом смысле существование собственного письменного языка могло подчеркнуть самостоятельность норвежской нации, независимой от датчан.
Примерно с 1860 года эта концепция утрачивает популярность. Несмотря на то что попыток прекратить выплату Осену стипендии не предпринималось, его работа была во многом проигнорирована, рецензенты не обращали внимания на его книги, а дела с продажами пошли значительно хуже.
В литературе существует несколько мнений относительного того, почему так произошло. Одной из причиной можно назвать то, что Осен начал свою работу слишком поздно: в 1842 году, когда он представил свой проект, национальный романтизм находился на пике расцвета, который был пройден в 1849 году. С 1850-х годов «более норвежский» характер лансмола уже не был само собой разумеющимся преимуществом.
Нормированная форма лансмола в «Норвежский грамматике» 1864 года и «Норвежском словаре» 1873 года отличается значительным архаизмом, сложной грамматической системой и крайне пуристическими тенденциями в отборе словарного запаса (в частности, исключались все нижненемецкие заимствования с приставками be- и an-). Таким образом, в противостоянии «педагогических» и «национальных» соображений победили последние.
В 1858 году Осен издал перевод «Саги о Фритьофе» на лансмол, вышедший в приложении к журналу «Друг народа» (Folkevennen). В связи с этим изданием Э. Сундт издал очерк «О норвежском языке», где он писал следующее:
[«Друг народа»] предал бы своё предназначение, если бы не понимал, что ближайшее будущее имеет огромное значение для нашего языка и что его судьба значит бесконечно много для народного просвещения и полного духовного развития
Сундт подчёркивает, что многие норвежцы постараются разобраться в «крестьянском» языке и потому рекомендует читателям вникнуть в перевод Осена. Он также пишет:
Он основан на наименее загрязненных сельских диалектах, но при этом с постоянным учетом других крестьянских говоров и древнего норвежского письменного языка. Все это сделано с таким искусством, что мы с уверенностью можем назвать этот язык образцом общего норвежского национального (Landsmaal) или народного (Folkesprog) языка.
При этом, хотя Сундт поддерживал проект Осена в принципе, сам он придерживался нормы, разработанной К. Кнудсеном.
Бьёрнстьерне Бьёрнсон, который в молодости пытался писать стихи на лансмоле, также стал приверженцем варианта Кнудсена, так как для него лансмол оказался слишком труден. В конце концов Бьёрнсон разочаровался в самом проекте Осена и стал поддерживать Норвежский союз риксмола.
Для других деятелей языкового движения, так как П. А. Мунк и Я. Прал, язык Осена был, напротив, недостаточно архаичен: Осен не хотел вводить в норму древние формы, не сохранившиеся ни в одном диалекте. Так, если Осен писал форму личного местоимения множественного числа третьего лица ('они') как dei, то Мунк выбрал форму deir (ср. исл. þeir).
Более поздние авторы, писавшие на лансмоле, такие как О. Фьёртофт и А. Гарборг, также обращались с языком Осена очень вольно, что вызывало его недовольство. Одним из последних трудов Осена стала до сих пор неопубликованная книга «Языковой обман», в которой он критикует писавших на лансмоле авторов за использование «датских» форм, таких как upp-yver 'вверх по чему-либо' вместо upp-etter. Осену также не нравились многие из введенных Гарборгом новообразований, таких как norskdom 'норвежскость'. Он критиковал использование сельских и разговорных городских форм.
Ивар Осен сам никогда не занимался организацией и агитацией, и «языковое движение» развивалось без его участия. Организацией его занялся Арне Гарборг лишь в 1870-е годы. Сам Осен не хотел «борьбы» двух вариантов и редко реагировал на критику, а после 1860 года вовсе прекратил публицистическую деятельность.
В более позднее время много говорилось о том, что письменный язык, основанный на диалектах, более лёгок для усвоения детьми в школе. Не совсем ясно, насколько это было важно для Осена: сам он происходил из крестьянской среды, где при этом умение читать и писать по-датски было широко распространено. Сам Осен также выучил немецкий и английский языки.

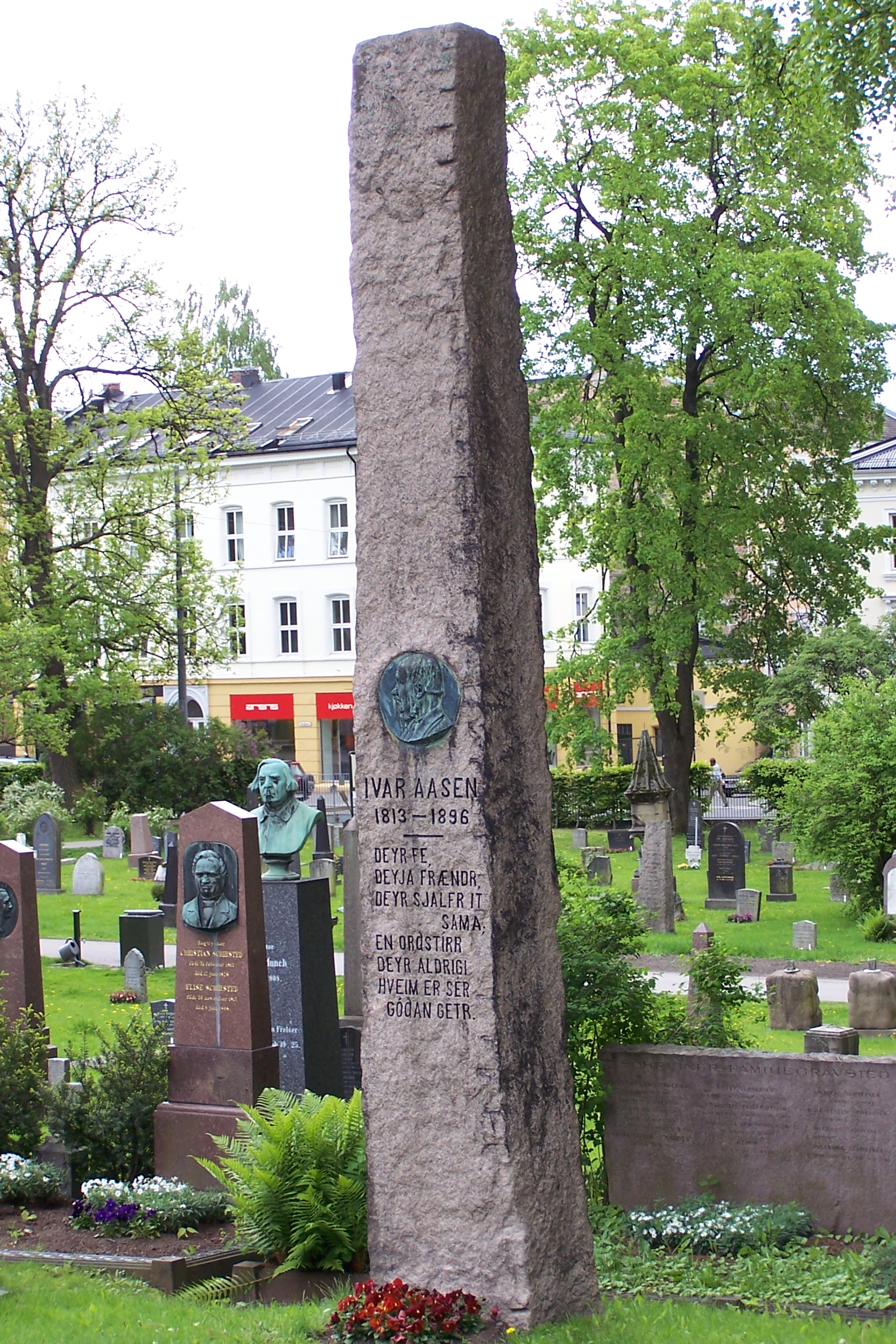
Могила Осена в Осло

Осена много критиковали за слишком архаичную орфографию, которая помешала лансмолу стать действительно общераспространённым в Норвегии письменным языком. В XX веке был проведён ряд орфографических реформ, в ходе которых многие пуристические и этимологические элементы лансмола были отброшены, а орфография была приближена к произношению букмола и восточнонорвежских диалектов, на которых говорит большее число носителей. К этому времени романтические идеи Гердера были полностью оставлены, а главным стимулом развития лансмола (нюнорска) стала социалистическая идеология освобождения народа через просвещение. Подобные идеи стали появляться уже при жизни Осена, но полное выражение они нашли в первом официальном стандарте нюнорска (1901 год). В язык также были введены многие слова, которые Осен считал «ненорвежскими», хотя запрет на приставки be- и an- в целом сохранился.

## Литература

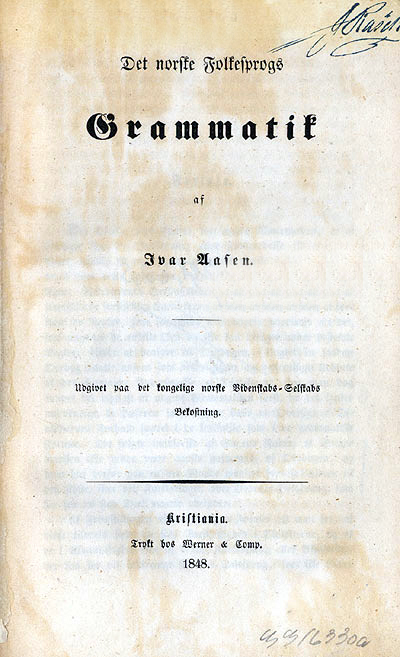
«Грамматика норвежского народного языка», 1848

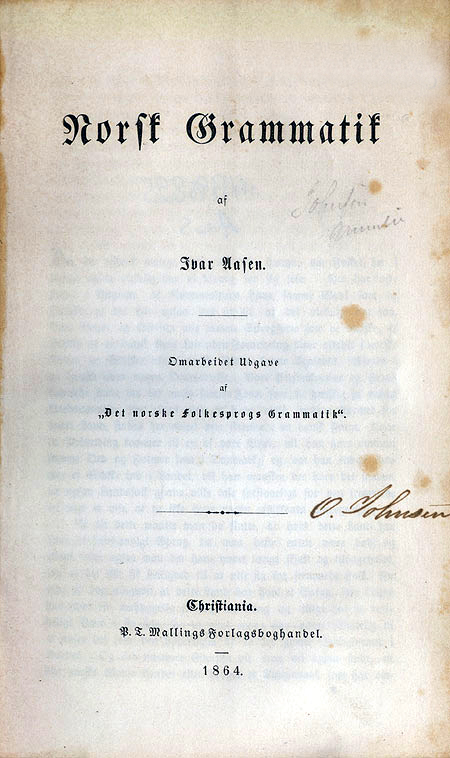
«Норвежская грамматика», 1864

### Труды Ивара Осена
- Fem Viser i søndre Søndmørs Almuesprog (1842)
- Det norske Folkesprogs Grammatik (1848)
- Ordbog over det norske Folkesprog (1850). Электронный вариант Архивная копия от 2 октября 2014 на Wayback Machine в Google Books
- Søndmørsk Grammatik (1851)
- Prøver af Landsmaalet i Norge (1853)
- En liden Læsebog i gammel Norsk (1854)
- Ervingen (syngespel, 1855, ny versjon 1873)
- Norske Ordsprog (1856, 1881)
- Symra (1863, 1875) Электронный вариант
- Norsk Grammatik (1864) (пересмотренное издание Det norske Folkesprogs Grammatik)
- Norsk Ordbog (1873) (пересмотренное издание Ordbog over det norske Folkesprog)
- Heimsyn (1875)
- Norsk Maalbunad (1876, издано 1925) (словарь синонимов по модели Тезауруса Роже)
- Norsk navnebog eller Samling af Mandsnavne og Kvindenavne (1878)
- Bidrag til vort folkesprogs historie (издано в 1951)

### Собрания сочинений
- Norske Minnestykke (1923) — посмертное издание фольклорных материалов, собранных Осеном
- Brev og Dagbøker (1957—1960) Издание писем, дневников и других текстов
- Skrifter i samling. (3 тт., 1911—1912).
- Reise-Erindringer og Reise-Indberetninger 1842—1847 (издано в 1917)

### Издание материалов
- Sunnmørsgrammatikkane (1992) Содержит: Det søndmørske Almuesprogs grammatikalske Indretning ; Tillæg til Undersøgelserne af det søndmørske Almuesprogs grammatikalske Bygning ; Den søndmørske Dialekt ; Søndmørsk Grammatik ISBN 82-90186-82-7 / ISBN 82-90186-83-5
- Målsamlingar frå Sunnmøre (1994) ISBN 82-90186-93-2
- Målsamlingar frå Bergens Stift (1995) ISBN 82-7834-002-1
- Målsamlingar frå Christiansands og Agershuus Stifter (1997) ISBN 82-7834-007-2
- Målsamlingar frå Trondhjems og Tromsø Stifter (1998) ISBN 82-7834-009-9
- Målsamlingar 1851—1854 (1999) ISBN 82-7834-014-5
- Målsamlingar 1855—1861 (2001) ISBN 82-7834-021-8
- Målsamlingar 1862—1883 (2002) ISBN 82-7834-025-0
- Dansk-norsk Ordbog (2000) ISBN 82-7834-016-1